# Hasanpur
Hasanpur è una suddivisione dell'India, classificata come municipal board, di 53.340 abitanti, situata nel distretto di Jyotiba Phule Nagar, nello stato federato dell'Uttar Pradesh. 